# Geipelburg

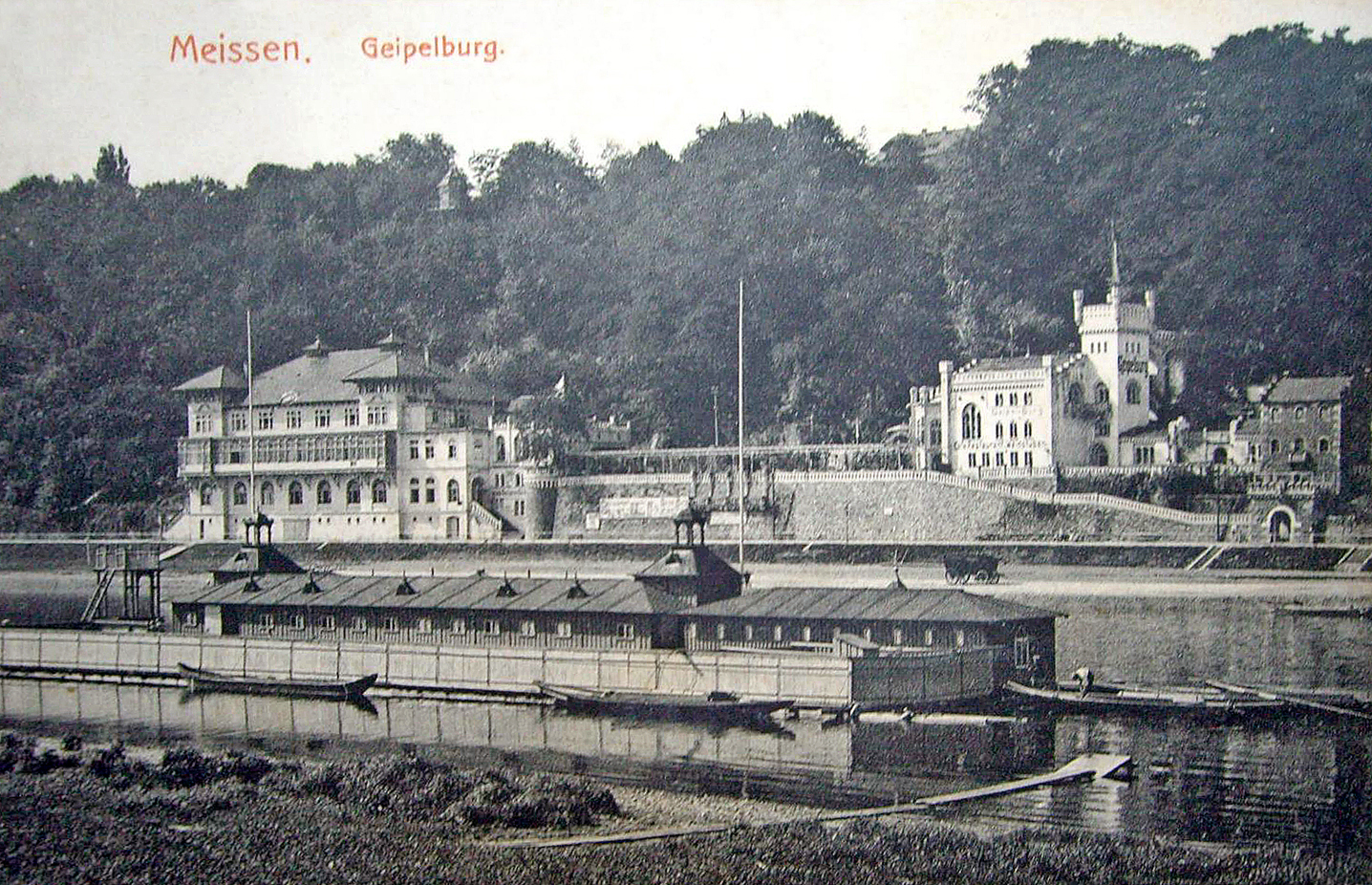
Geipelburg Meißen 1908, davor Badeanstalt auf der Elbe

Die Geipelburg war ein bis 1937 in Meißen auf der Siebeneichener Straße existierender Gebäudekomplex. 2008 steht noch ein kleines Nebengebäude.
Die Geipelburg hatte einen Marmorsaal, der von der Größe mit den in der Umgebung befindlichen im Hamburger Hof in Meißen und der Börse in Coswig vergleichbar war. Als 1937 ein Erdrutsch auf die vor der Elbbrücke linkselbisch befindlichen Häuser (auch die heute noch erhaltenen Meißner Fischerhäuser) niederging, wurde der Saal so stark in Mitleidenschaft gezogen, dass er abgerissen werden musste. Die abgerissenen Gebäude wurden nicht mehr aufgebaut. Trotzdem heißt das noch existierende Nebengebäude im Volksmund noch Geipelburg.
In der Geipelburg Meißen trat unter anderem der Sportler Ewald Redam auf, der Modell für den Dresdner Goldenen Rathausmann stand.